# 石村站
石村站（：／ Seokchon yeok */?）是首都圈電鐵8號線與首爾地鐵9號線沿線交會的一座轉乘車站，位於韓國首爾特別市松坡區石村洞。

## 車站結構
8號線站體為2面2線的側式月台構造，9號線站體則是1面2線的島式月台，兩線均為地下車站，候車月台皆設有月台幕門，並有出口共8處。

### 8號線月台

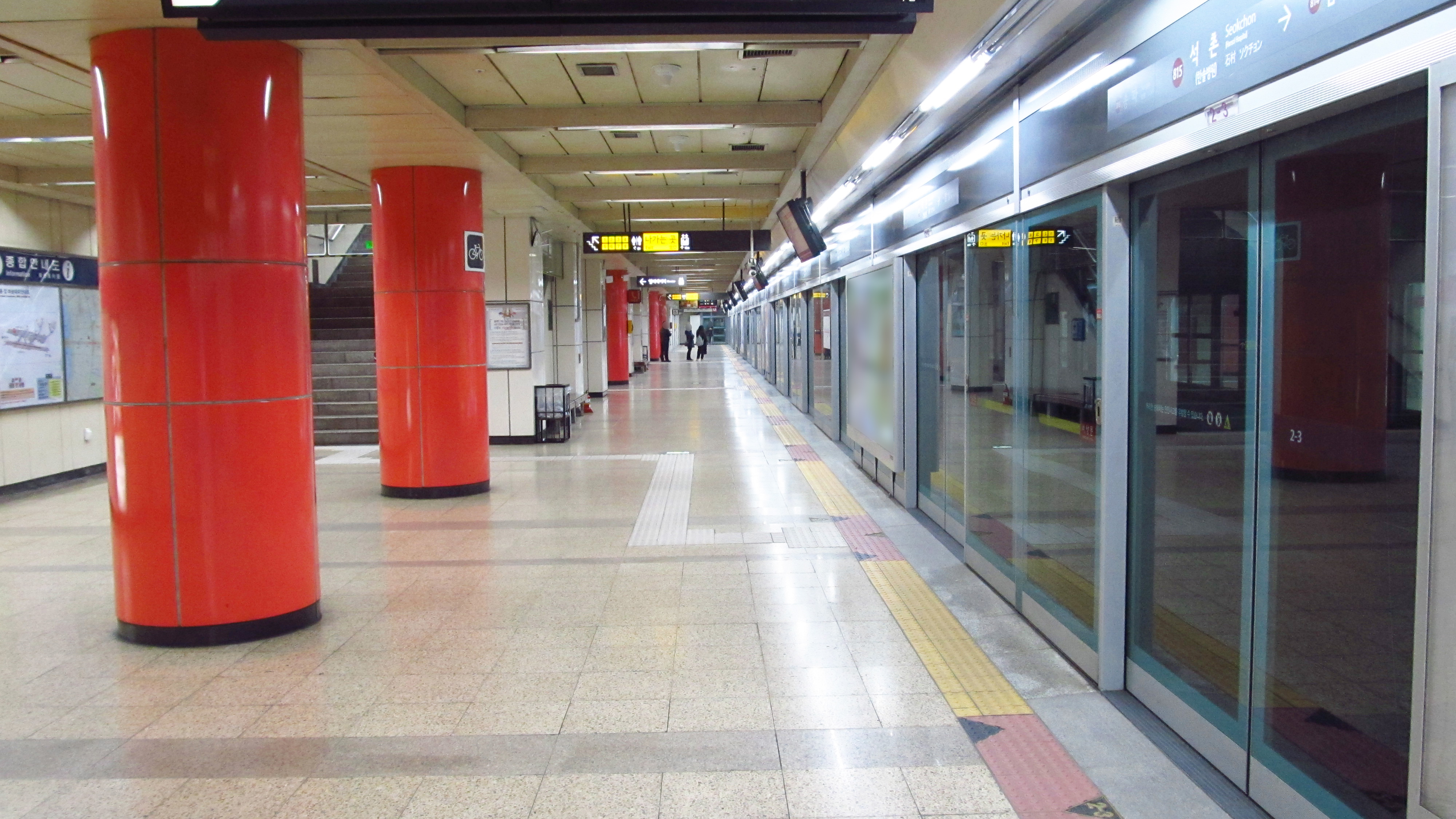
8號線候車月台

| 蠶室 ↑ |
| \| 上  |
| ↓ 松坡 |

| 月台 | 路線           | 目的地                             |
| ---- | -------------- | ---------------------------------- |
| 上行 | ●首爾地鐵8號線 | 蠶室、江東區廳、千戶、岩寺方向     |
| 下行 | ●首爾地鐵8號線 | 松坡、文井、丹岱五岔路口、牡丹方向 |

### 9號線月台

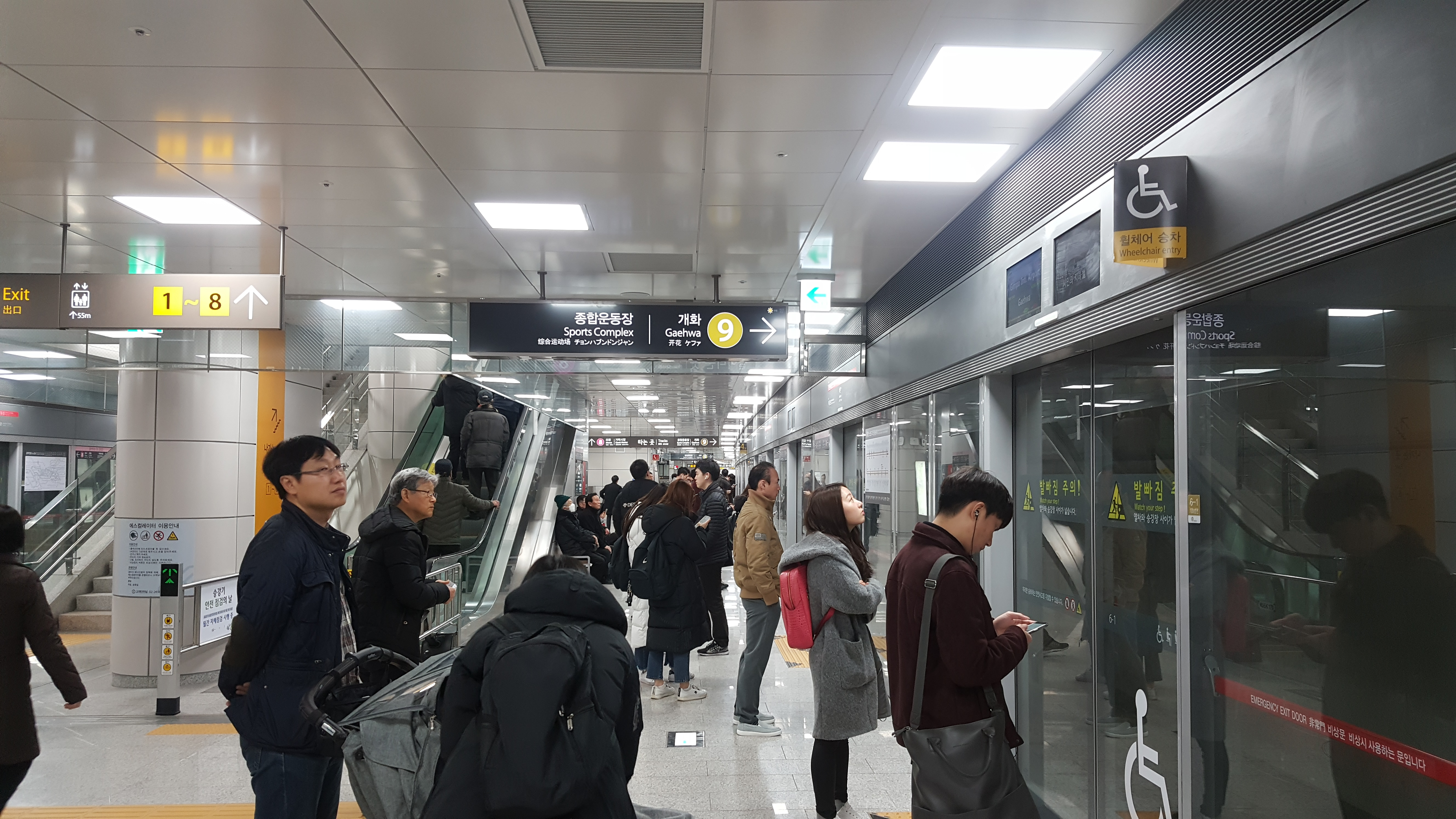
9號線候車月台

| 石村古墳 ↑ |
| 下 上 \|   |
| ↓ 松坡渡口 |

| 月台 | 路線           | 目的地                           |
| ---- | -------------- | -------------------------------- |
| 上行 | ●首爾地鐵9號線 | 三成中央、新論峴、銅雀、開花方向 |
| 下行 | ●首爾地鐵9號線 | 奧林匹克公園、中央報勳醫院方向   |

## 歷史
- 1996年11月23日：通車啟用。
- 2018年12月1日：9號線站體開通。

## 車站周邊
- 石村湖水公園（朝鲜语：석촌호수공원）
- 首爾松坡初等學校
- 首爾可樂初等學校
- 首爾石村初等學校
- 松坡1洞治安中心
- 松坡1洞郵局
- 松坡女性文化會館
- 韓首醫院
- 松坡大路
- 石村派出所
- 百濟古墳群
- 石村洞古墳群

## 圖片

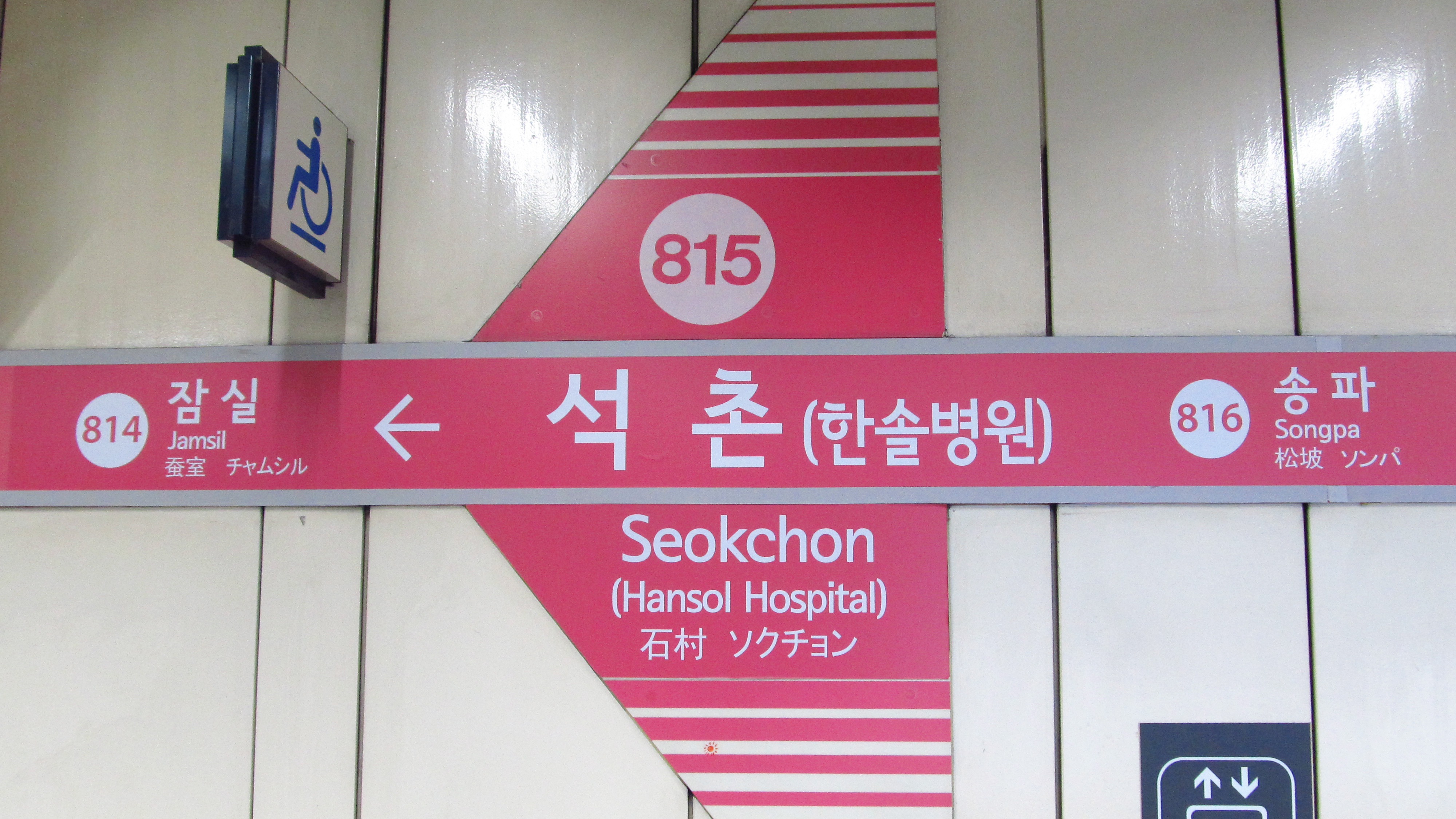
8號線站名牌
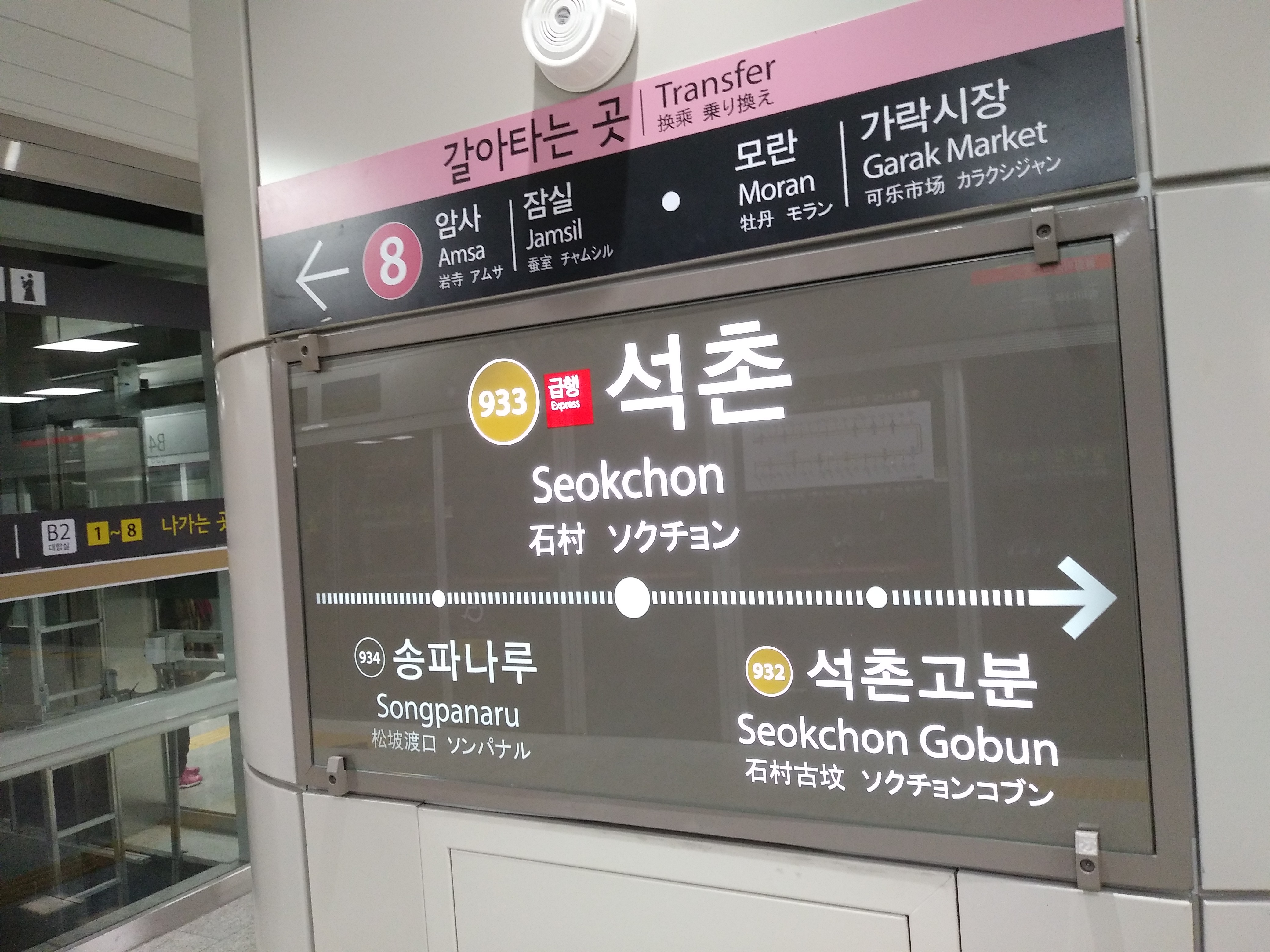
9號線站名牌
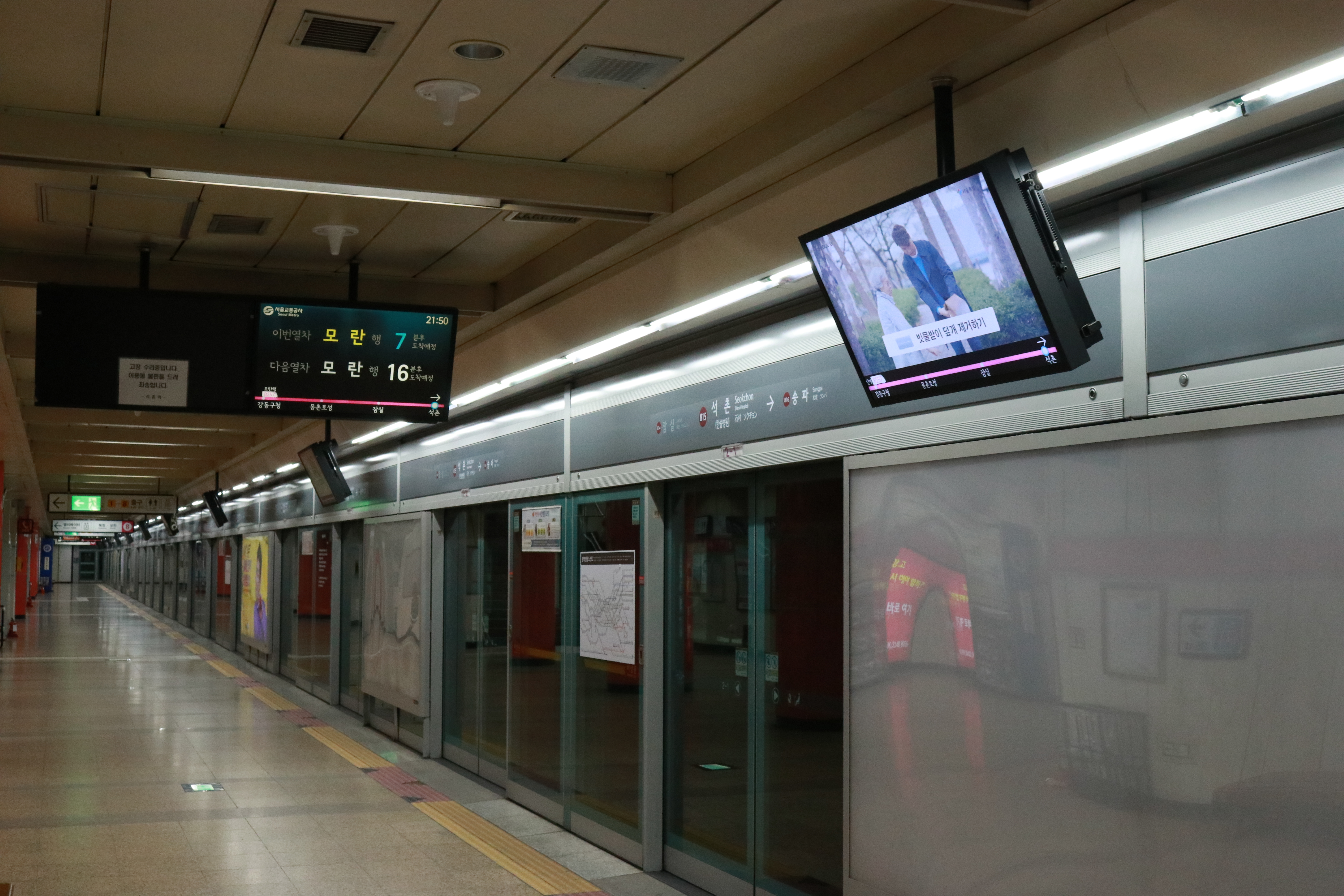
8號線月台
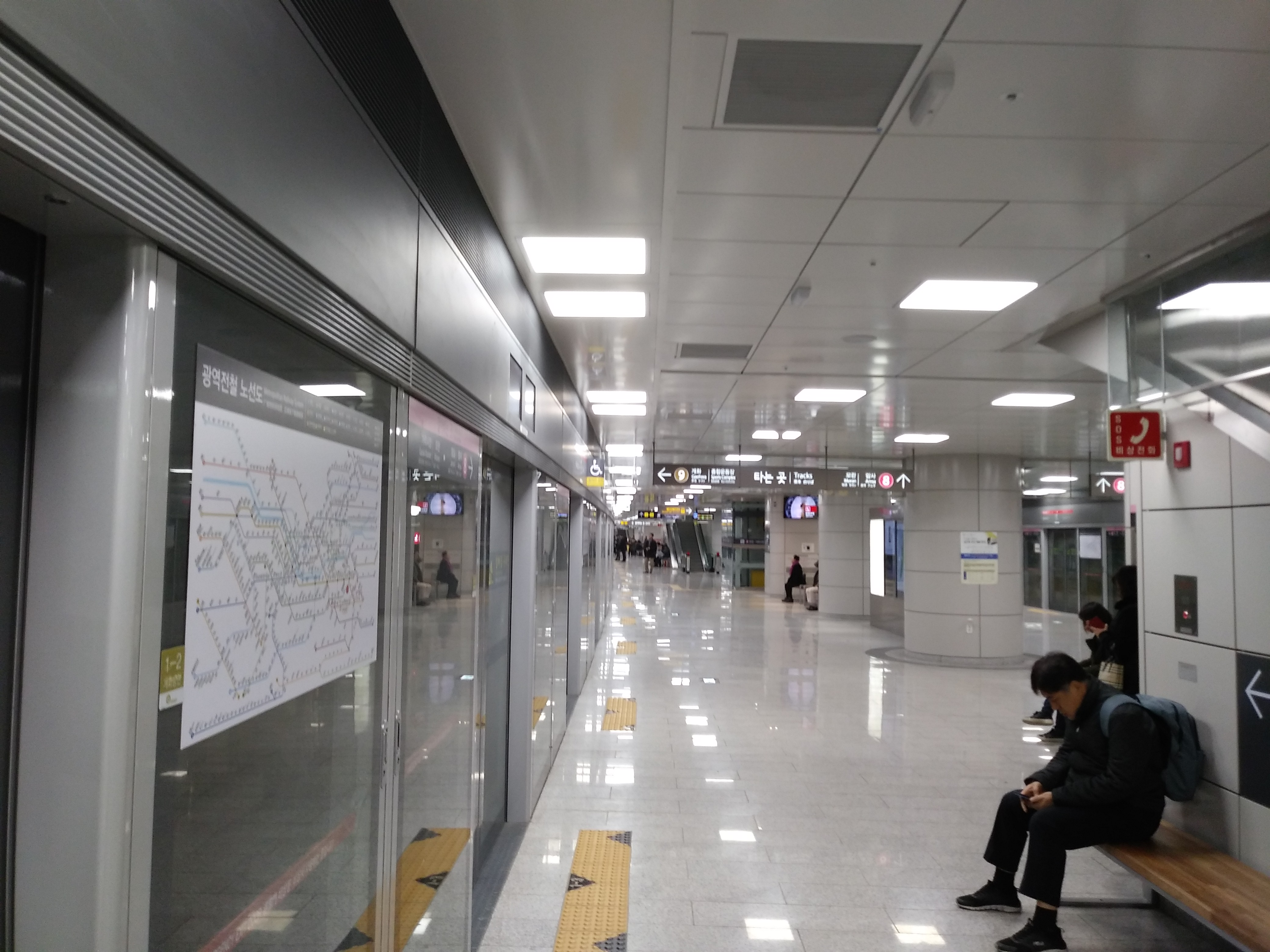
9號線月台
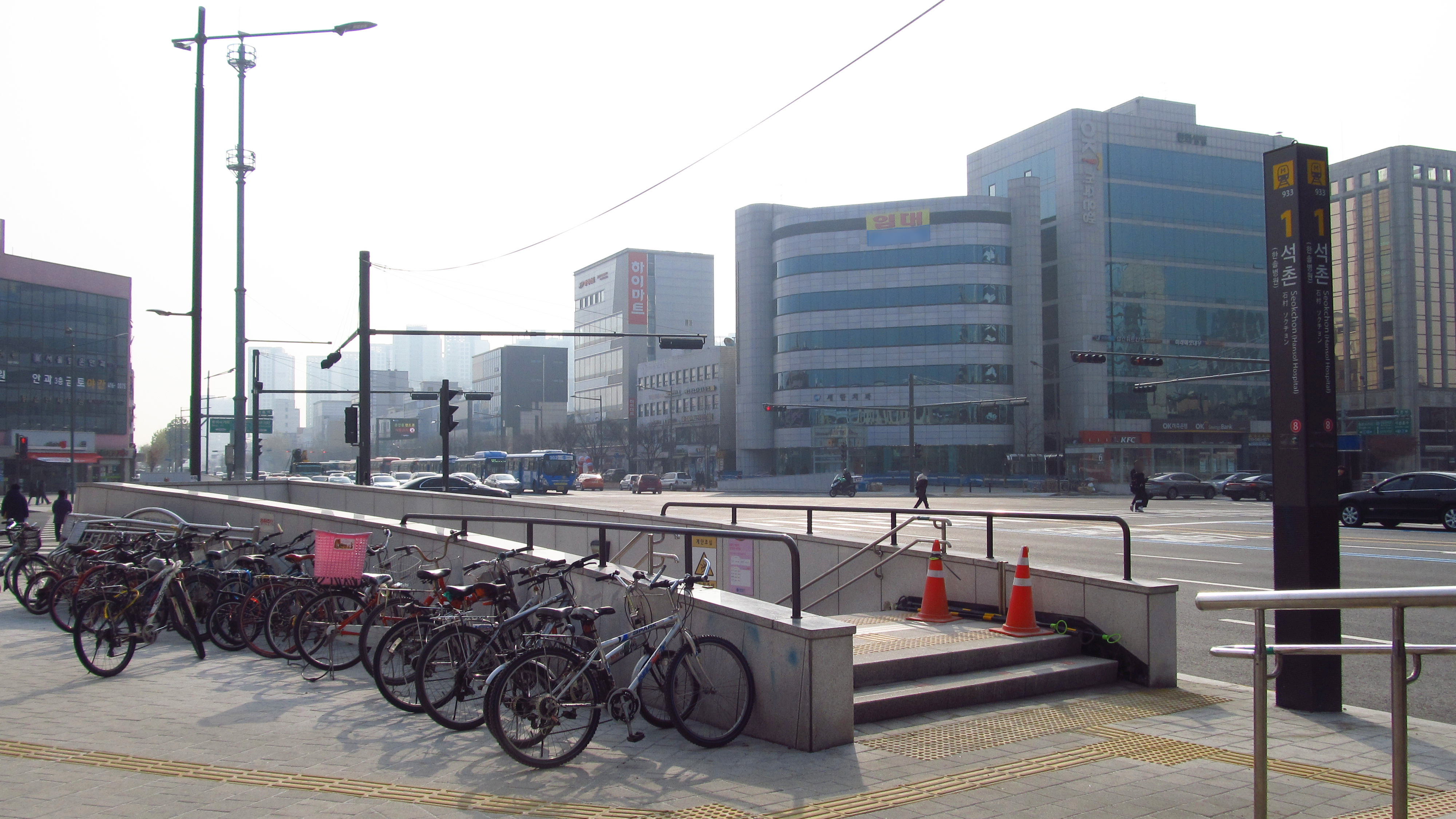
1號出口
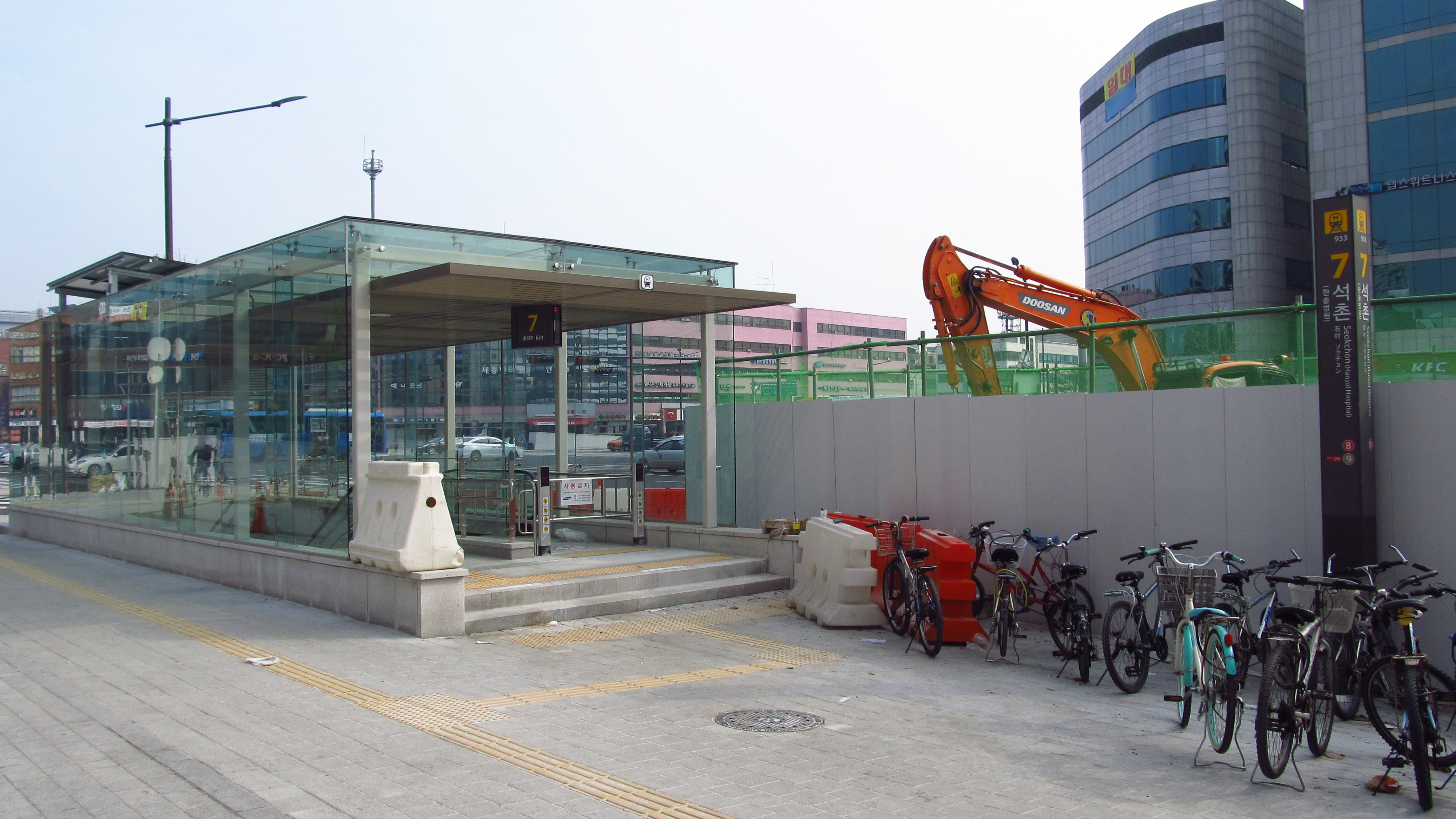
7號出口
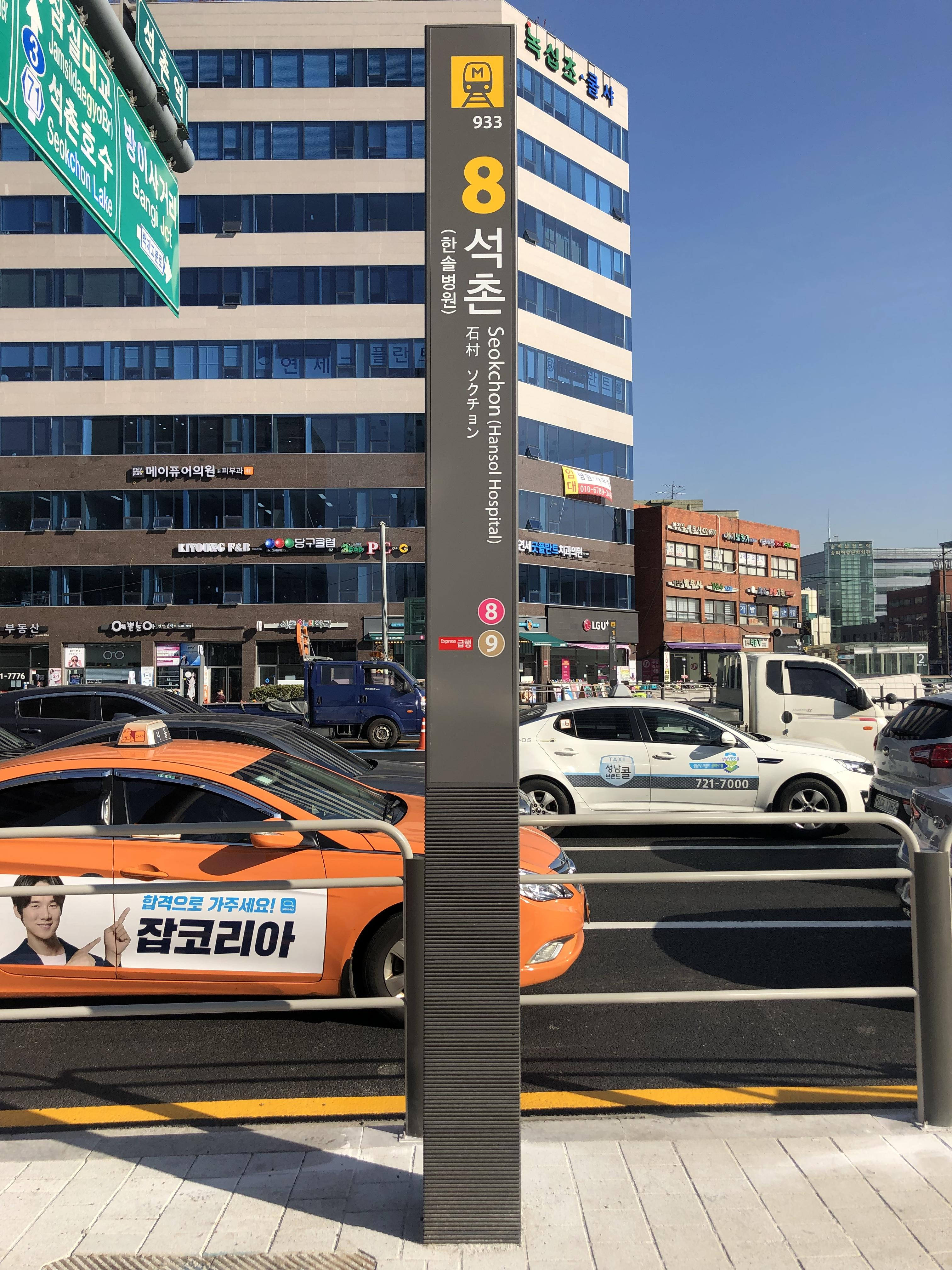
8號出口

## 相鄰車站
首爾交通公社
●首爾地鐵8號線
蠶室（814）－石村（815）－松坡（816）
●首爾地鐵9號線
急行
綜合運動場（930）－石村（933）－奧林匹克公園（936）
一般
石村古墳（932）－石村（933）－松坡渡口（934）